# Гравець року ФІФА 2009
«Гравець року ФІФА» за підсумками 2009 року був оголошений 21 грудня 2009 року на церемонії нагородження, що проходила в «Kongresshaus Zürich» у Цюриху. Це була дев'ятнадцята і остання церемонія нагородження трофеєм «Гравець року ФІФА», започаткованого ФІФА у 1991 році. З 2010 по 2015 рік вручалася нагорода Золотий м'яч ФІФА після злиття «Золотого м'яча» France Football та «Гравця року ФІФА». Лауреатом останньої нагороди «Гравець року ФІФА» став нападник зб. Аргентини та «Барселона» Ліонель Мессі.
Футболісткою року вчетверте поспіль стала бразилійка Марта.
Починаючи з 2004 року переможця визначали, окрім тренерів національний збірних, також капітани цих збірних. У визначенні найкращого гравця 2009 року участь взяли 147 тренерів та 147 капітанів національних збірних, у визначенні найкращої футболістки року — … тренерів та … капітанів національних жіночих збірних світу. Кожен із голосуючих визначав трійку найкращих футболістів (футболісток), окрім співвітчизників. Перше місце оцінювалось у п'ять балів, друге — три бали, третє місце — 1 бал.
Для визначення найкращих гравців року, 30 жовтня 2009 року ФІФА було оприлюднено список із 23-х футболістів та 10-ти футболісток. 7 грудня 2009 року було названо п'ятірки футболістів та футболісток, які набрали найбільшу кількість очок за підсумками голосування. Ліонель Мессі став переможцем набравши рекордну кількість очок.

## Підсумки голосування

### Чоловіки
| №  | Гравець            | Клуб(и)                | Країна      | Голоси | Голоси | Голоси | Голоси | Очки |
| №  | Гравець            | Клуб(и)                | Країна      | 1º     | 2º     | 3º     | Разом  | Очки |
| -- | ------------------ | ---------------------- | ----------- | ------ | ------ | ------ | ------ | ---- |
| 1  | Ліонель Мессі      | Барселона              | Аргентина   | 182    | 50     | 13     | 245    | 1073 |
| 2  | Кріштіану Роналду  | Манчестер Юнайтед Реал | Португалія  | 27     | 59     | 40     | 126    | 352  |
| 3  | Хаві               | Барселона              | Іспанія     | 12     | 36     | 28     | 76     | 196  |
| 4  | Кака               | Мілан Реал             | Бразилія    | 16     | 28     | 26     | 70     | 190  |
| 5  | Андрес Іньєста     | Барселона              | Іспанія     | 8      | 20     | 34     | 62     | 134  |
| 6  | Дідьє Дрогба       | Челсі                  | Кот-д'Івуар | 9      | 19     | 26     | 54     | 128  |
| 7  | Фернандо Торрес    | Ліверпуль              | Іспанія     | 9      | 16     | 20     | 45     | 113  |
| 8  | Стівен Джеррард    | Ліверпуль              | Англія      | 5      | 8      | 15     | 26     | 64   |
| 9  | Самюель Ето'о      | Барселона Інтер        | Камерун     | 3      | 7      | 18     | 28     | 54   |
| 10 | Вейн Руні          | Манчестер Юнайтед      | Англія      | 2      | 8      | 11     | 19     | 45   |
| 11 | Френк Лемпард      | Челсі                  | Англія      | -      | 8      | 7      | 15     | 31   |
| 12 | Джон Террі         | Челсі                  | Англія      | 3      | -      | 12     | 15     | 27   |
| 12 | Міхаель Баллак     | Челсі                  | Німеччина   | 1      | 7      | 1      | 9      | 27   |
| 14 | Златан Ібрагімович | Інтер Барселона        | Швеція      | -      | 4      | 10     | 14     | 22   |
| 15 | Джанлуїджі Буффон  | Ювентус                | Італія      | 1      | 4      | 2      | 7      | 19   |
| 15 | Майкл Есьєн        | Челсі                  | Гана        | 1      | 2      | 8      | 11     | 19   |
| 17 | Ікер Касільяс      | Реал                   | Іспанія     | 1      | 3      | 3      | 7      | 17   |
| 18 | Карлес Пуйоль      | Барселона              | Іспанія     | 2      | -      | 4      | 6      | 14   |
| 19 | Давід Вілья        | Валенсія               | Іспанія     | 1      | 1      | -      | 2      | 8    |
| 19 | Дієго              | Ювентус Вердер         | Бразилія    | 1      | 1      | -      | 2      | 8    |
| 21 | Франк Рібері       | Баварія                | Франція     | -      | 2      | 1      | 3      | 7    |
| 21 | Тьєррі Анрі        | Барселона              | Франція     | -      | 1      | 4      | 5      | 7    |
| 23 | Луїс Фабіано       | Севілья                | Бразилія    | -      | -      | 2      | 2      | 2    |

### Жінки
| №  | Гравець        | Клуб(и)                          | Очки |
| -- | -------------- | -------------------------------- | ---- |
| 1  | Марта          | Лос-Анджелес Сол Сантус          | 833  |
| 2  | Біргіт Прінц   | Франкфурт                        | 290  |
| 3  | Келлі Сміт     | Бостон Брейкерз                  | 252  |
| 4  | Крістіана      | Чикаго Ред Старс Сантус          | 239  |
| 5  | Інка Грінгс    | Дуйсбург 2001                    | 216  |
| 6  | Еббі Вамбах    | Вашингтон Фрідом                 | 162  |
| 7  | Надін Ангерер  | Франкфурт                        | 133  |
| 8  | Соня Бомпастор | Вашингтон Фрідом Парі Сен-Жермен | 67   |
| 9  | Івабуті Мана   | Ніппон ТВ Белеза                 | 56   |
| 10 | Сімоне Лаудер  | Дуйсбург 2001                    | 24   |